# Пурчу, Озджан
Озджан Пурчу (род. 1977) — турецкий политик.

## Биография
Родился в 1977 году в городе Сёке ила Айдын, кроме Озджана в семье было ещё двое детей. Его родители имели цыганское происхождение, они переехали в Сёке из Чанаккале в 1950-х годах. Озджан Пурчу родился и вырос в пластиковой палатке, в ней помещались только две кровати, каждые несколько месяцев палатка приходила в негодность и приходилось приобретать новую. Мать Озджана торговала одеждой, отец — корзинами.
Поскольку в жилище Озджана Пурчу не было электричества, он был вынужден учиться при свете свечей и уличных фонарей. Родители Пурчу были неграмотными, отец Озджана считал, что его сын должен зарабатывать деньги, а не учиться. Несмотря на это, Озджан Пурчу окончил среднюю школу с лучшими оценками.
Озджан Пурчу хотел стать каймакамом, поскольку считал, что должность каймакама — вершина его карьеры. Для этого Пурчу изучал государственное управление в университет Улудаг в Бурсе, после окончания обучения он успешно сдал экзамены на каймакама, но не был взят на должность из-за своего этнического происхождения.
Через некоторое Европейский совет занимался формированием подразделения, занимающегося цыганами. Туда должен был войти представитель от каждой европейской страны, благодаря знанию цыганского и английского языков, Озджан Пурчу стал представителем от Турции.
В 2001 году Пурчу вступил в республиканскую народную партию. В 2009 году он баллотировался в парламент от ила Измира, в котором проживает около 400 тысяч этнических цыган, но не был избран. 7 июня 2015 года Озджан Пурчу был избран членом Великого национального собрания от ила Измир. Он стал первым цыганом, избранным в парламент Турции, а также третьим цыганом, избранным в парламент европейской страны.

### Личная жизнь
Женат на Гюльсерен Гёль. У них двое детей, сын и дочь.